# Louise Glück
Louise Elisabeth Glück (New York, 22 april 1943 – Cambridge (Massachusetts), 13 oktober 2023) was een Amerikaanse dichteres, die in 2020 werd bekroond met de Nobelprijs voor Literatuur.

## Leven en werk
Haar grootouders van vaders kant waren Hongaars-Joodse immigranten. Haar ouders waren Daniel Glück, zakenman, en Beatrice Grosby, die aan Wellesley College was afgestudeerd. Hun eigen literaire ambities waren niet vervuld en ze gaven Louise een brede literaire ontwikkeling mee, met een bijzondere nadruk op de Griekse mythologie die is blijven doorklinken in haar werk. Ze begon al vroeg met het schrijven van poëzie. In haar tienerjaren leed ze aan anorexia nervosa. Naar eigen zeggen was dat haar manier om zich los te maken van haar moeder en om in het reine te komen met de dood (nog voor haar eigen geboorte) van een ouder zusje.   
Louise Glück gaf voorrang aan het overwinnen van haar psychische problemen. Ze studeerde nooit af aan een universiteit, maar volgde wel poëziecursussen aan het Sarah Lawrence College in Yonkers en de Columbia-universiteit in New York. Tot haar mentoren behoorden Léonie Adams en Stanley Kunitz, die een blijvende invloed hadden op haar werk. Zij schreef talrijke poëziebundels, waarvan onder meer The Triumph of Achilles (1985), The Wild Iris (1992) en Averno (2006) bekroond werden. Twee jaar na de verzamelbundel Poems 1962-2012, de reflectie van 50 jaar dichterschap, verscheen Faithful and Virtuous Night (2014), dat haar de National Book Award opleverde. Zij was ook de auteur van twee essaybundels, waarvan Proofs and Theories: Essays on Poetry (1994) bekroond werd met de PEN/Martha Albrand Award voor non-fictie.
Glück werd in 2003 benoemd tot 'Poet Laureate Consultant in Poetry' aan de Library of Congress, nadat ze daaraan van 1997 tot 2000 als 'Special Bicentennial Consultant' verbonden was geweest. Zij was adjunct-hoogleraar en 'Rosencrantz writer in residence' aan de Yale-universiteit.
Glücks poëzie is niet hermetisch of raadselachtig, maar kenmerkt zich door de sobere, kordate toon en de openhartige expressie van gevoelens van droefenis en isolement. Haar debuutbundel Firstborn (1968) noemde ze zelf later "te extravagant". Haar taalgebruik werd directer en ze nam bij The House on Marshland (1975) een soberder houding aan die kenmerkend bleef voor haar latere werk. Een belangrijk thema zijn de soms schurende banden tussen degenen die elkaar na staan, bijvoorbeeld familieleden. Het verlangen om verdriet, trauma en sterfelijkheid te ontvluchten is een belangrijk facet van haar poëtische inspiratie, waarbij ook natuur en landschap een grote rol spelen. Haar gedichten verbinden personages, met hun eigen verhaal, met klassieke (oud-Griekse) mythologie. Daarmee gaf ze eigentijdse, deels autobiografische elementen een universele betekenis die ontstijgt aan het etiket 'bekentenispoëzie'. De droefgeestige en bittere toon van haar poëzie werd in de loop der jaren laconieker, relativerender en filosofischer. Naast haar mentoren Adams en Kunitz, die zij zelf als invloeden aanwees, menen poëziekenners dat zij ook schatplichtig was aan Emily Dickinson, Rainer Maria Rilke en Robert Lowell.    
Glück heeft drie eredoctoraten en talloze literaire prijzen gekregen. In 2020 werd zij bekroond met de Nobelprijs voor Literatuur, vanwege "haar onmiskenbare poëtische stem die met sobere schoonheid de individuele existentie universeel maakt".
Glück overleed in oktober 2023 op 80-jarige leeftijd.

## Eerbewijzen (selectie)
- 1985 National Book Critics Circle Award voor The Triumph of Achilles
- 1993 Pulitzerprijs voor poëzie voor The Wild Iris
- 1993 gekozen tot lid van de American Academy of Arts and Sciences
- 1993 eredoctoraat aan Williams College, Williamstown (Massachusetts)
- 1994-1998 Dichter van de staat Vermont
- 1995 eredoctoraat aan Skidmore College, Saratoga Springs (New York)
- 1996 eredoctoraat aan Middlebury College, Middlebury (Vermont)
- 1996 gekozen tot lid van de American Academy of Arts and Letters
- 2001 Bollingen Prize
- 2003/04 United States Poet Laureate
- 2007 L.L. Winship/PEN New England Award voor Averno
- 2008 Wallace Stevens Award
- 2012 gekozen tot lid van de American Academy of Achievement
- 2012 Los Angeles Times Book Prize (Poetry) voor Poems
- 2014 National Book Award voor Faithful and Virtuous Night
- 2014 gekozen tot lid van de American Philosophical Society
- 2015 Gold Medal in Poetry van de American Academy of Arts and Letters
- 2015 National Humanities Medal
- 2020 Tomas Tranströmerpriset (Västerås, Zweden)
- 2020 Nobelprijs voor Literatuur

### Poëzie
- Firstborn (1968)
- The House on Marshland (1975)
- The Garden (1976)
- Descending Figure (1980)
- The Triumph of Achilles (1985)
- Ararat (1990)
- The Wild Iris (1992)
- Mock Orange (1993)
- The First Four Books of Poems (1995)
- Telemachus' Guilt (1996)
- Meadowlands (1997)
- Vita Nova (1999)
- The Seven Ages (2001)
- Averno (2006)
- A Village Life (2009)
- Poems 1962-2012 (verzamelbundel, 2012)
- Faithful and Virtuous Night (2014)

### In Nederlandse vertaling
Glücks poëziebundel Averno  is in 2021 integraal in het Nederlands vertaald door Radna Fabias. Verder is van een aantal gedichten incidenteel een vertaling verschenen: 
- Tien dichters uit de USA vandaag (vertaling Ludo Abicht), 1977[7]
- Elf gedichten (vertaling Erik Menkveld), 2004[8]
- Drie gedichten (vertaling Ton van 't Hof), 2020[9]

### Essays
- Proofs and Theories: Essays on Poetry (1994)
- American Originality: Essays on Poetry (2017)

## Over Louise Glück
- Feit Diehl, Joanne, (red.), On Louise Glück: Change What You See, Ann Arbor: University of Michigan Press, 2005.
- Morris, Daniel, The Poetry of Louise Glück: A Thematic Introduction, Columbia: University of Missouri Press, 2006.